# Hamzakoma
Hamzakoma is een gemeente (commune) in de regio Timboektoe in Mali. De gemeente telt 9100 inwoners (2009).